# Frieda von Gregurich
Frieda von Gregurich fue una deportista austríaca que compitió en esgrima, especialista en la modalidad de florete. Ganó cuatro medallas en el Campeonato Mundial de Esgrima entre los años 1932 y 1936.

## Palmarés internacional
| Campeonato Mundial | Campeonato Mundial     | Campeonato Mundial | Campeonato Mundial  |
| Año                | Lugar                  | Medalla            | Prueba              |
| ------------------ | ---------------------- | ------------------ | ------------------- |
| 1932               | Copenhague (Dinamarca) | Medalla de plata   | Florete por equipos |
| 1933               | Budapest (Hungría)     | Medalla de bronce  | Florete por equipos |
| 1935               | Lausana (Suiza)        | Medalla de plata   | Florete por equipos |
| 1936               | San Remo (Italia)      | Medalla de bronce  | Florete por equipos |